# Gigantes del basket
Gigantes del Basket es una publicación mensual española dedicada al mundo del baloncesto. Se empezó a publicar en noviembre de 1985.Tuvo una periodicidad semanal desde su primera publicación hasta octubre de 2012, cuando después de 1.405 números, pasó a ser editada mensualmente.Desde noviembre de 1985, Gigantes ha sido una referencia para todos los amantes del baloncesto.
El periodismo especializado en deportes o periodismo deportivo, este estilo periodístico se considera de por sí un género de especialidad, como lo afirman expertos de diversos campos de la comunicación y el periodismo.

## Publicación
"Gigantes 36 años. ¡Qué noche la de aquel día! Del bocadillo de anchoas al olor a tinta, por Paco Torres." 
En noviembre de 1985, Gigantes del Basket realizó su primera publicación. El 11 de noviembre es la fecha que pone en la revista, pero salió el día 4, ya que en la época era costumbre en los semanarios que apareciera el último día de venta. Todo ocurrió en la semana que unía octubre con noviembre, en la redacción de la calle Arzobispo Morcillo 24 en Madrid, en la que la editorial Hobby Press había alejado a tres redactores: Paco Torres (director durante 25 años), Manolo Vega (primer director) y Sixto Miguel Serrano. Detrás de esa primera publicación vendrían muchas más: en total, 38 años de baloncesto en los que se repasaron y se vivieron algunos de los éxitos más grandes de la historia de este deporte de España. Se pasó por el triplete del Split en la Euroliga, los Juegos Olímpicos de Barcelona en 1992, los éxitos europeos del Joventut y del Real Madrid y una década gloriosa que desembocó en una era aún más grande, la más increíble que jamás ha vivido el baloncesto español.
Ahí se dio paso a la generación de los Juniors de Oro, los éxitos internacionales, la potencia del baloncesto femenino, la incursión de la NBA y la incipiente carrera de Pau Gasol que escribió algunas de las páginas más importantes del basket. Así mismo dio cuenta de las maravillas de la Selección española, que contó con una sección especial siempre en la revista: 15 medallas en la sección femenina y 20 en la masculina desde 1985. Cuatro de ellas en los Juegos Olímpicos, tres platas y un bronce de forma combinada. Y el repaso constante de la actualidad, con más españoles que nunca repartidos en los cinco continentes y un talento que permite que se pueda llegar a todos los lugares del mundo.
Una cabecera histórica que desde su nacimiento en 1985 acude puntualmente a la cita mensual con sus lectores desde hace más de 35 años y está presente donde quiera que se produzca una noticia vincula al deporte de la canasta. Pero ahora, en 2021, Gigantes del Basket es mucho más que una revista. Somos un grupo dedicado a la información y actualidad del baloncesto y que busca fomentar la práctica de nuestro deporte y acercarlo a todos los rincones.
Por eso, Gigantes del Basket cuenta con la histórica cabecera, la revista que cada mes está en miles de quioscos y puntos de venta, ahora acompañada de un importante núcleo de información, con nuestra web y potentes redes sociales desde las que se puede seguir la última hora del baloncesto. Un deporte que promovemos activamente desde nuestros Campus Gigantes del Basket, punto de encuentro cada año de miles de jugadores y jugadoras que disfrutan, aprenden y mejoran táctica y técnicamente con un equipo de profesionales de primer nivel.

## Contenido
El diario Gigantes del basket suele centrarse en las noticias enfocadas al baloncesto en general, desde la NBA, hasta la Euroliga, las cuales son las dos ligas más grandes del baloncesto en el mundo, este diario, al encontrarse en España, logran tener una gran fuerza en el baloncesto europeo.
Esta revista sigue distintas ligas como: 
- Liga Endesa
- NBA
- Euroliga
- Ligas femeninas
- WNBA
- NCAA
- 3X3
- G-league
- EBA
- LEB oro
- BCL[10]

## En otros ámbitos
Ha creado la Copa Gigantes donde particpan equipos amateur españoles.
Los Campus Gigantes Basket Lover se consolidan como uno de los eventos formativos de baloncesto más importantes de España.

### Premios Gigantes
Desde 1988 otorga los Premios Gigantes a jugadores, entrenadores, directivos y preiodistas relacionados con el mundo del baloncesto.
[actualizar]

## Reconocimientos
En octubre de 2023 fue incluido en el Hall of Fame del Baloncesto Español, en una ceremonia celebrada en Sevilla.